# خيسوس فالديز
خيسوس فالديز هو لاعب كرة قاعدة دومينيكاني، ولد في 2 نوفمبر 1984 في سان كريستوبال في جمهورية الدومينيكان.

## وصلات خارجية
- خيسوس فالديز على موقع دوري كرة القاعدة الرئيسي (الإنجليزية)
- خيسوس فالديز على موقعبيزبول رفرنس.كوم (الدوري الثانوي) (الإنجليزية)